# Castelnau-Tursan
Castelnau-Tursan (okzitanisch Castèthnau de Tursan) ist eine französische Gemeinde mit 185 Einwohnern (Stand 1. Januar 2022) im Département Landes in der Region Nouvelle-Aquitaine (vor 2016: Aquitanien). Sie gehört zum Arrondissement Mont-de-Marsan und zum Kanton Chalosse Tursan.
Der Name leitet sich vom lateinischen castellum novum (deutsch neue Burg) ab.
Die Einwohner werden Castelnausiens und Castelnausiennes genannt.

## Geographie
Castelnau-Tursan liegt circa 30 Kilometer südöstlich von Mont-de-Marsan in der Landschaft Chalosse im Weinbaugebiet Tursan der historischen Provinz Gascogne am südöstlichen Rand des Départements.
Umgeben wird Castelnau-Tursan von den Nachbargemeinden:
|        | Saint-Loubouer                              | Bahus-Soubiran |
| Urgons | Kompassrose, die auf Nachbargemeinden zeigt | Pécorade       |
|        | Payros-Cazautets                            | Geaune         |

Castelnau-Tursan liegt im Einzugsgebiet des Flusses Adour.
Der Bas, ein Nebenfluss des Gabas, strömt durch das Gebiet der Gemeinde, ebenso wie sein Nebenfluss, der Ruisseau de Lescoulis.

## Geschichte
Castelnau ist vermutlich während des 9. oder 10. Jahrhunderts gegründet worden. Der Grundherr Raymond-Bernard de Castelnau wird ab 1023 in den Aufzeichnungen erwähnt. Pierre de Castelnau war Kammerherr bei den französischen Königen Karl VII. und Ludwig XI. Zahlreiche weitere Mitglieder der Familie zeichneten sich in ihrer langen Geschichte vor allem durch militärische Verdienste aus. Dies betrifft auch das Auftreten während des Hundertjährigen Kriegs. Der regierende Castelnau kämpfte 1344 vor Bergerac mit den französischen Truppen, aber als Karl V. und Olivier Du Guesclin die Engländer 1368–1369 attackierten, kämpfte er auf der englischen Seite.

### Einwohnerentwicklung
Nach Beginn der Aufzeichnungen stieg die Einwohnerzahl bis zur ersten Hälfte des 19. Jahrhunderts auf einen Höchststand von 600 Einwohnern. In der Folge sank die Größe der Gemeinde bei kurzen Erholungsphasen bis zum Beginn des 21. Jahrhunderts auf rund 180 Einwohner, bevor eine moderate Wachstumsphase einsetzte.
| Jahr      | 1962 | 1968 | 1975 | 1982 | 1990 | 1999 | 2006 | 2010 | 2022 |
| --------- | ---- | ---- | ---- | ---- | ---- | ---- | ---- | ---- | ---- |
| Einwohner | 205  | 235  | 231  | 207  | 192  | 190  | 181  | 187  | 185  |

## Sehenswürdigkeiten

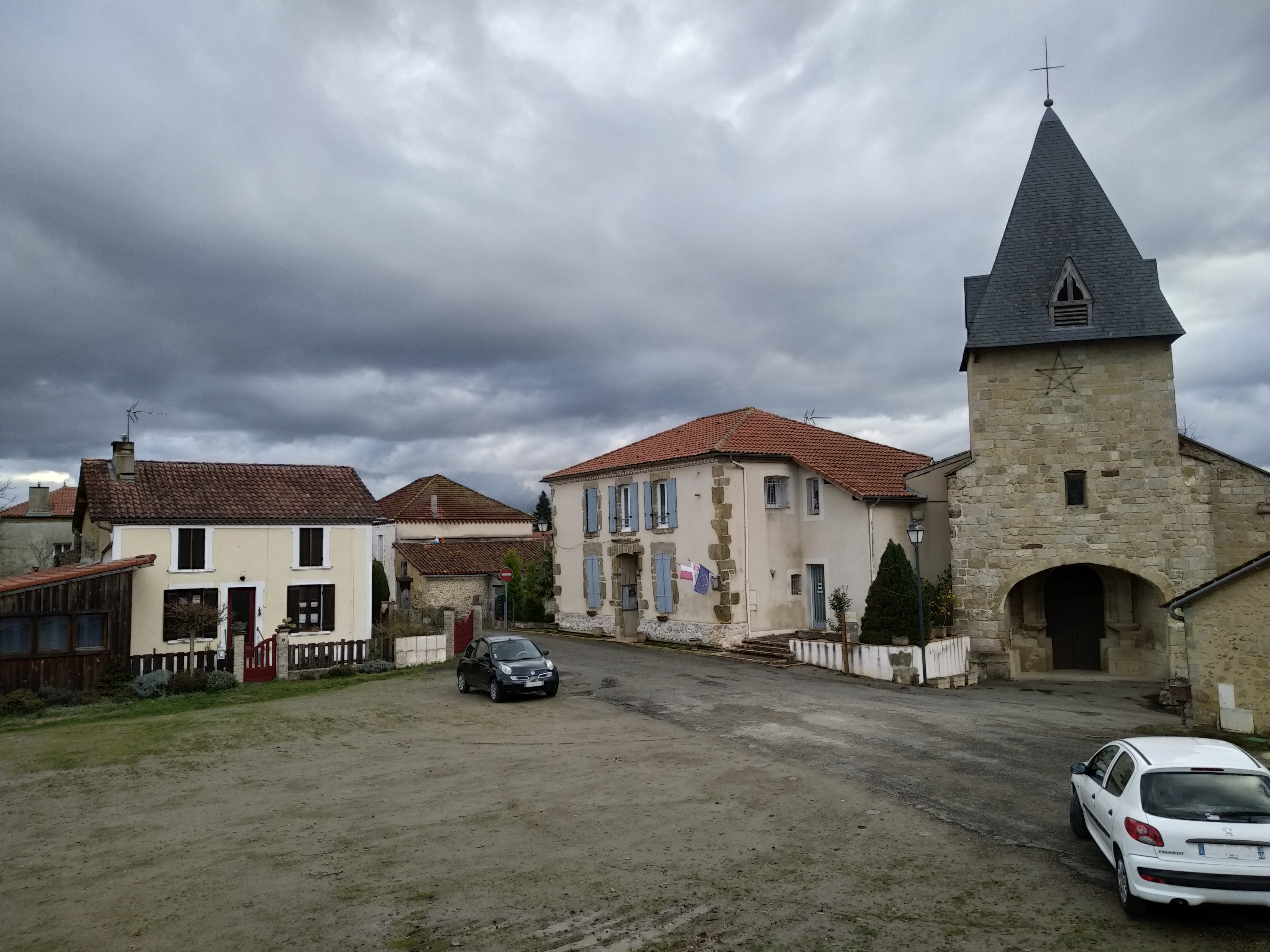
Kirche Sainte-Madeleine und Mairie

- Pfarrkirche, gewidmet Maria Magdalena. Ihr Hauptschiff wird im Süden von zwei Seitenschiffen flankiert. Eines hat eine niedrigere Decke und ist im Gegensatz zum anderen Seitenschiff mit einem regelmäßigen, unverputzten Mauerwerksverband errichtet worden. An der Nordseite schließt sich ein Wohngebäude an. Im Osten wird das Gebäude mit einer halbrunden Apsis abgeschlossen. Die westliche Fassade wird durch einen massiven Glockenturm über der Vorhalle besetzt, die ein romanisches, rundbogenförmiges Eingangsportal birgt. Der Glockenturm ist mit einem Zeltdach ausgestattet, das mit Schiefer gedeckt ist.[7]

## Wirtschaft und Infrastruktur
Die Landwirtschaft ist der wichtigste Wirtschaftsfaktor der Gemeinde.
Castelnau-Tursan liegt in der Zone AOC des Weinbaugebiets Tursan.

### Verkehr
Castelnau-Tursan ist erreichbar über die Routes départementales 2, 11, 65, 80, 437 und 455.